# Sanshools
 (février 2025).
Les sanshools sont une famille de composés chimiques appartenant à la classe des amides polyinsaturés. Ils sont principalement présents dans les plantes du genre Zanthoxylum, telles que le poivre du Sichuan (Zanthoxylum piperitum) et le poivre japonais (sansho). Ces composés sont responsables des sensations uniques de picotement et d'engourdissement ressenties lors de la consommation de ces épices.

## Structure chimique
Les sanshools se caractérisent par une structure composée d'une chaîne d'acides gras polyinsaturés liée à une amine. Par exemple, la structure de l’hydroxy-α-sanshool est décrite par la formule chimique C₁₆H₂₅NO₂. Cette structure est similaire à celle de la capsaïcine, le composé actif du piment, bien que leur mécanisme d'action diffère.

## Variétés de sanshools
Plusieurs types de sanshools ont été identifiés, notamment :
- α-sanshool : connu pour sa saveur piquante et son effet de pseudo-chaleur ;
- Hydroxy-α-sanshool : responsable des sensations de picotement et d'engourdissement sur la langue.

Ces composés contribuent ensemble au profil sensoriel distinctif des épices dérivées du Zanthoxylum.

## Mécanisme d'action
L'hydroxy-α-sanshool agit en inhibant certains canaux potassiques à deux pores, tels que KCNK3, KCNK9 et KCNK18, ce qui entraîne une dépolarisation des neurones sensoriels. Ce phénomène est à l'origine des sensations de picotement et d'engourdissement.

## Applications culinaires et médicinales
Dans la cuisine asiatique, notamment chinoise et japonaise, les sanshools sont utilisés pour ajouter une dimension sensorielle unique aux plats. Au-delà de leur utilisation culinaire, des recherches suggèrent que les sanshools possèdent des propriétés antioxydantes, ce qui pourrait offrir des avantages pour la santé.

## Stabilité et conservation
Les sanshools, en particulier l'hydroxy-α-sanshool, sont sensibles à l'oxydation, ce qui peut entraîner une dégradation de leurs propriétés organoleptiques. Des études ont montré que l'ajout d'antioxydants naturels, tels que l'α-tocophérol (vitamine E), peut stabiliser ces composés et prolonger leur durée de conservation.